# Uma Aaltonen
Ulla-Maija Aaltonen, detta Uma (Vihti, 28 agosto 1940 – Helsinki, 13 luglio 2009), è stata una scrittrice, giornalista e politica finlandese, membro della Lega Verde.

## Biografia
Nata a Vihti il 28 agosto 1940, Uma Aaltonen studiò giornalismo, sociologia e psicologia presso l'Università di Tampere.
Come giornalista, era particolarmente interessata a questioni relative alla crudeltà nei confronti di bambini e animali. Trascorse molti anni a difendere una statua a Seinäjoki che rappresentava cavalli da guerra, che venne poi inaugurata nel 1996.
Le venne diagnosticata la sclerosi multipla nel 1993.

### Carriera
Uma Aaltonen lavorò come giornalista alla Yle e collaborò alla rivista finlandese Anna. Scrisse inoltre una serie di libri per giovani sull'educazione sessuale e della crudeltà sugli animali.
Nel 1994 servì come dirigente per la campagna presidenziale di Elisabeth Rehn.
Divenne poi europarlamentare tra il 2003 e il 2004 in rappresentanza del partito europeo Verdi-ALE, dopo il ritorno al Parlamento finlandese della collega Heidi Hautala. Nel corso del suo mandato, Uma Aaltonen sostenne apertamente i pazienti europei affetti da sclerosi multipla. Nel dicembre del 2003 si rivolse al Parlamento europeo in merito alle preoccupazioni concernenti la discriminazione delle persone affette da sclerosi multipla all'interno dell'Unione europea.
Nell'autunno del 2008 venne eletta al consiglio comunale di Vihti.

### Morte
Nel luglio del 2009 venne ricoverata all'Ospedale di Töölö ad Helsinki, dove morì il 13 luglio, a 68 anni.